# 罗伯特·坎耐尔
罗伯特·坎耐尔（/ˈkænɪɡər/，1915年6月18日—2002年5月7日）是一位美国漫画家和编辑，其父母为罗马尼亚犹太移民，创作人物有神奇女侠、闪电侠、洛克中士等。